# Campeonato Brasileiro Série C 2022
Il Campeonato Brasileiro Série C 2022 è stata la 33ª edizione del Campeonato Brasileiro Série B. C'è stato un cambiamento rispetto alla Prima fase, invece di due gironi da dieci club, ora in un unico girone.

## Squadre partecipanti
| Squadra           | Città                | Stato               | Allenatore                                                     |
| ----------------- | -------------------- | ------------------- | -------------------------------------------------------------- |
| ABC               | Natal                | Rio Grande do Norte | Fernando Marchiori                                             |
| Altos             | Altos                | Piauí               | - Carlos Rabelo - Agnaldo Liz - Francisco Diá - Fernando Tonet |
| Aparecidense      | Aparecida de Goiânia | Goiás               | - Eduardo Souza - Moacir Júnior                                |
| Atlético Cearense | Fortaleza            | Ceará               | Roberto Carlos                                                 |
| Botafogo-PB       | João Pessoa          | Paraíba             | - Gerson Gusmão - Itamar Schülle                               |
| Botafogo-SP       | Ribeirão Preto       | San Paolo           | - Leandro Zago - Paulo Baier                                   |
| Brasil de Pelotas | Pelotas              | Rio Grande do Sul   | - Jerson Testoni - Thiago Gomes                                |
| Campinense        | Campina Grande       | Paraíba             | - Ranielle Ribeiro - Flávio Araújo                             |
| Confiança         | Aracaju              | Sergipe             | - Luizinho Lopes - Felipe Loureiro - Vinícius Eutrópio         |
| Ferroviário-CE    | Fortaleza            | Ceará               | - Roberto Fonseca - Sidney Moraes - Francisco Diá              |
| Figueirense       | Florianópolis        | Santa Catarina      | Júnior Rocha                                                   |
| Floresta          | Fortaleza            | Ceará               | - Ricardo Drubscky - Leston Júnior                             |
| Manaus            | Manaus               | Amazonas            | - Evaristo Piza - João Brigatti - Evaristo Piza                |
| Mirassol          | Mirassol             | San Paolo           | Ricardo Catalá                                                 |
| Paysandu          | Belém                | Pará                | Márcio Fernandes                                               |
| Remo              | Belém                | Pará                | - Paulo Bonamigo - Gerson Gusmão                               |
| São José-RS       | Porto Alegre         | Rio Grande do Sul   | - Paulo Henrique Marques                                       |
| Vitória           | Salvador             | Bahia               | - Geninho - Fabiano Soares - João Burse                        |
| Volta Redonda     | Volta Redonda        | Rio de Janeiro      | Rogério Corrêa                                                 |
| Ypiranga-RS       | Erechim              | Rio Grande do Sul   | Luizinho Vieira                                                |

## Prima fase
|  | Pos. | Squadra           | Pt | G  | V  | N | P  | GF | GS | DR  |
|  | ---- | ----------------- | -- | -- | -- | - | -- | -- | -- | --- |
|  | 1    | Mirassol          | 33 | 19 | 10 | 3 | 6  | 32 | 20 | +12 |
|  | 2    | Paysandu          | 33 | 19 | 9  | 6 | 4  | 31 | 17 | +14 |
|  | 3    | Figueirense       | 33 | 19 | 8  | 9 | 2  | 27 | 18 | +9  |
|  | 4    | Volta Redonda     | 32 | 19 | 10 | 2 | 7  | 29 | 22 | +7  |
|  | 5    | Botafogo-SP       | 32 | 19 | 10 | 2 | 7  | 26 | 22 | +4  |
|  | 6    | ABC               | 31 | 19 | 8  | 7 | 4  | 22 | 16 | +6  |
|  | 7    | Vitória           | 29 | 19 | 8  | 5 | 6  | 21 | 15 | +6  |
|  | 8    | Aparecidense      | 29 | 19 | 8  | 5 | 6  | 23 | 18 | +5  |
|  | 9    | Botafogo-PB       | 29 | 19 | 7  | 8 | 4  | 17 | 13 | +4  |
|  | 10   | Ypiranga-RS       | 28 | 19 | 7  | 7 | 5  | 25 | 20 | +5  |
|  | 11   | São José-RS       | 26 | 19 | 7  | 5 | 7  | 33 | 27 | +6  |
|  | 12   | Remo              | 26 | 19 | 7  | 5 | 7  | 25 | 22 | +3  |
|  | 13   | Manaus            | 25 | 19 | 6  | 7 | 6  | 16 | 21 | –5  |
|  | 14   | Confiança         | 23 | 19 | 6  | 5 | 8  | 12 | 17 | –5  |
|  | 15   | Floresta          | 23 | 19 | 6  | 5 | 8  | 17 | 25 | –8  |
|  | 16   | Altos             | 21 | 19 | 6  | 3 | 10 | 21 | 31 | –10 |
|  | 17   | Atlético Cearense | 19 | 19 | 5  | 4 | 10 | 17 | 35 | –18 |
|  | 18   | Brasil de Pelotas | 17 | 19 | 4  | 5 | 10 | 19 | 29 | –10 |
|  | 19   | Ferroviário-CE    | 16 | 19 | 5  | 1 | 13 | 15 | 27 | –12 |
|  | 20   | Campinense        | 16 | 19 | 4  | 4 | 11 | 15 | 28 | –13 |

Legenda:
     Ammesse alla Seconda fase
     Retrocesse in Série D
Note:
Tre punti a vittoria, uno a pareggio, zero a sconfitta.
|                   | ABC  | ALT  | APA  | ATC  | BPB  | BRP  | BPE  | CMP  | CON  | FAC  | FIG  | FLO  | MAN  | MIR  | PAY  | REM  | SJO  | VIT  | VRE  | YPI  |
| ----------------- | ---- | ---- | ---- | ---- | ---- | ---- | ---- | ---- | ---- | ---- | ---- | ---- | ---- | ---- | ---- | ---- | ---- | ---- | ---- | ---- |
| ABC               | –––– | –––– | –––– | –––– | –––– | –––– | 3–0  | 1–0  | 0–0  | –––– | –––– | 2–0  | 0–0  | 1–0  | 1–1  | –––– | 3–2  | –––– | 1–0  | –––– |
| Altos             | 2–1  | –––– | –––– | 0–1  | –––– | 1–3  | 3–2  | 1–0  | –––– | 1–0  | –––– | –––– | –––– | –––– | 0–3  | –––– | –––– | 0–0  | –––– | 3–0  |
| Aparecidense      | 2–2  | 2–1  | –––– | 1–3  | 1–0  | –––– | –––– | –––– | –––– | –––– | –––– | 3–2  | –––– | 0–1  | 1–0  | –––– | 1–2  | 0–0  | –––– | –––– |
| Atl. Cearense     | 0–1  | –––– | –––– | –––– | –––– | 0–2  | –––– | 0–1  | –––– | 0–1  | 1–1  | –––– | 3–1  | –––– | –––– | 3–1  | –––– | 1–1  | –––– | 0–0  |
| Botafogo-PB       | 0–0  | 2–1  | –––– | 2–0  | –––– | –––– | –––– | 1–1  | 1–0  | –––– | 1–1  | 1–1  | –––– | 1–1  | –––– | 0–0  | 2–1  | –––– | –––– | –––– |
| Botafogo-SP       | 2–0  | –––– | 0–2  | –––– | 2–1  | –––– | –––– | –––– | –––– | –––– | –––– | 0–1  | 1–0  | 2–2  | –––– | 2–1  | –––– | –––– | 2–1  | 1–0  |
| Brasil de Pelotas | –––– | –––– | 1–2  | 4–1  | 0–0  | 1–1  | –––– | –––– | 1–0  | 3–1  | 0–1  | –––– | 1–1  | –––– | –––– | 1–0  | –––– | –––– | –––– | 0–2  |
| Campinense        | –––– | –––– | 1–1  | –––– | –––– | 1–3  | 2–0  | –––– | –––– | 2–0  | –––– | –––– | 1–2  | –––– | 1–3  | –––– | –––– | 0–1  | 0–1  | 0–0  |
| Confiança         | –––– | 1–0  | 1–1  | 1–0  | –––– | 2–1  | –––– | 2–3  | –––– | 1–0  | –––– | –––– | –––– | –––– | –––– | 1–2  | 1–0  | –––– | 1–0  | 0–0  |
| Ferroviário       | 2–13 | –––– | 1–0  | –––– | 1–0  | 1–0  | –––– | –––– | –––– | –––– | –––– | 0–2  | –––– | –––– | 1–2  | –––– | 2–0  | 0–0  | –––– | 1–2  |
| Figueirense       | 2–1  | 4–1  | 2–1  | –––– | –––– | 2–1  | –––– | 4–0  | 0–0  | 1–0  | –––– | –––– | –––– | 0–2  | –––– | 0–0  | 3–2  | –––– | –––– | –––– |
| Floresta          | –––– | 2–2  | –––– | 2–3  | –––– | –––– | 2–1  | 1–1  | 1–0  | –––– | 0–0  | –––– | 0–1  | 0–2  | –––– | –––– | –––– | –––– | 1–1  | –––– |
| Manaus            | 0–0  | 1–0  | –––– | 0–0  | –––– | –––– | –––– | 0–0  | 4–2  | 1–1  | –––– | –––– | –––– | 2–1  | –––– | 1–0  | 1–1  | –––– | 1–2  | –––– |
| Mirassol          | –––– | 2–1  | –––– | 6–0  | –––– | –––– | 2–0  | 1–0  | 3–1  | 2–1  | –––– | –––– | –––– | –––– | 1–1  | –––– | 2–1  | 1–2  | –––– | –––– |
| Paysandu          | –––– | –––– | –––– | 5–0  | 2–1  | 4–1  | 1–1  | –––– | 1–0  | –––– | 1–1  | 0–1  | 2–0  | –––– | –––– | –––– | –––– | –––– | 2–1  | 1–1  |
| Remo              | 2–0  | 1–2  | 0–0  | –––– | –––– | –––– | –––– | 4–0  | –––– | 2–1  | –––– | 2–0  | –––– | 3–1  | 2–2  | –––– | 2–2  | 2–1  | –––– | –––– |
| São José-RS       | –––– | 4–1  | –––– | 1–1  | –––– | 2–1  | 1–1  | 2–1  | –––– | –––– | –––– | 4–0  | –––– | –––– | 2–0  | –––– | –––– | 1–2  | 3–1  | –––– |
| Vitória           | 2–2  | –––– | –––– | –––– | 0–1  | 0–1  | 3–1  | –––– | 3–0  | –––– | 2–0  | 0–1  | 1–0  | –––– | 1–0  | –––– | –––– | –––– | 1–2  | –––– |
| Volta Redonda     | –––– | 3–1  | 0–3  | 4–0  | 0–1  | –––– | 3–1  | –––– | –––– | 2–1  | 1–1  | –––– | –––– | 2–1  | –––– | 3–0  | –––– | –––– | –––– | 2–1  |
| Ypiranga-RS       | 0–0  | –––– | 0–2  | –––– | 1–2  | –––– | –––– | –––– | –––– | –––– | 3–3  | 2–0  | 5–0  | 2–1  | –––– | 2–1  | 2–2  | 2–1  | –––– | –––– |

## Seconda fase

### Gruppo B
|  | Pos. | Squadra       | Pt | G | V | N | P | GF | GS | DR |
|  | ---- | ------------- | -- | - | - | - | - | -- | -- | -- |
|  | 1.   | Mirassol      | 12 | 6 | 3 | 3 | 0 | 11 | 8  | +3 |
|  | 2.   | Botafogo-SP   | 10 | 6 | 3 | 1 | 2 | 11 | 8  | +3 |
|  | 3.   | Aparecidense  | 7  | 6 | 2 | 1 | 3 | 8  | 10 | -2 |
|  | 4.   | Volta Redonda | 4  | 6 | 1 | 1 | 4 | 7  | 11 | -4 |

Legenda:
      Promosse in Série B 2023
Note:
Tre punti a vittoria, uno a pareggio, zero a sconfitta.
|               | APA  | BRP  | MIR  | VRE  |
| ------------- | ---- | ---- | ---- | ---- |
| Aparecidense  | –––– | 1–3  | 2–2  | 1-0  |
| Botafogo-SP   | 2–3  | –––– | 1–1  | 3–1  |
| Mirassol      | 2–1  | 1–0  | –––– | 3–3  |
| Volta Redonda | 1–0  | 1–2  | 1–2  | –––– |

### Gruppo C
|  | Pos. | Squadra     | Pt | G | V | N | P | GF | GS | DR |
|  | ---- | ----------- | -- | - | - | - | - | -- | -- | -- |
|  | 1.   | ABC         | 12 | 6 | 3 | 3 | 0 | 4  | 1  | +3 |
|  | 2.   | Vitória     | 9  | 6 | 2 | 3 | 1 | 4  | 6  | -2 |
|  | 3.   | Figueirense | 7  | 6 | 2 | 1 | 3 | 8  | 6  | +2 |
|  | 4.   | Paysandu    | 4  | 6 | 1 | 1 | 4 | 3  | 6  | -3 |

Legenda:
      Promosse in Série B 2023
Note:
Tre punti a vittoria, uno a pareggio, zero a sconfitta.
|             | ABC  | FIG  | PAY  | VIT  |
| ----------- | ---- | ---- | ---- | ---- |
| ABC         | –––– | 2–1  | 1–0  | 0–0  |
| Figueirense | 0–0  | –––– | 2–1  | 5–1  |
| Paysandu    | 0–1  | 1–0  | –––– | 1–1  |
| Vitória     | 0–0  | 1–0  | 1–0  | –––– |

## Finale
| Squadra 1 | Totale | Squadra 2 | Andata | Ritorno |
| --------- | ------ | --------- | ------ | ------- |
| ABC       | 0 - 2  | Mirassol  | 0 - 0  | 0 - 2   |